# Micrometrus
Micrometrus – rodzaj ryb z rodziny szumieniowatych.

## Klasyfikacja
Gatunki zaliczane do tego rodzaju:
- Micrometrus aurora
- Micrometrus minimus